# حديقة ماجوريل
حديقة ماجوريل (باللغة الأمازيغية: ⵓⵔⵜⵉ ⵎⴰⵊⵓⵔⵉⵍ) هي محمية نباتية وواحدة من أهم المعالم والمواقع السياحية لمدينة مراكش بمعدل 600 ألف زائر سنويًا، ترجع تسميتها "ماجوريل" نسبة لمؤسسها الرسام الفرنسي جاك ماجوريل.
تقع الحديقة في شارع كليز الراقي في المدينة الحمراء المغربية، وتضم حوالي 300 نوع من النباتات الحديثة والنادرة بمختلف الألوان والأشكال المنحدرة من مختلف القارات حول العالم والمزروعة على مساحة تقارب 10000 متر مربع، وسط فيلا زرقاء مصممة على طراز الفن الزخرفي الفرنسي تتخللها بعض لوحات ماجوريل ومتحف للذاكرة عن التاريخ الأمازيغي بالإضافة لمتحف عن الفنون الإسلامية. منذ عام 2011، أضحت الحديقة ضمن نطاق رعاية العلامة الفرنسية "Maisons des Illustres"؛ كما تنتمي إلى مؤسسة ماجوريل جاردن التي تضم كذلك متحف إيف سان لوران.
في عام 2022، حلت حديقة ماجوريل في المرتبة الثانية لأجمل الحدائق في العالم وفقًا لخبراء موقع HouseFresh بناء على تصويت عشرات الآلاف من السياح.
إلى جانب ذلك، تشتهر الحديقة بمجموعة ضخمة من الصباريات والنباتات الصحراوية التي تمت إضافتها خلال عملية ترميم واسعة قادها الثنائي إيف سان لوران وبيير بيرج عام 1980 بعد شرائهما للمكان، فحرصا على استعادة هندسته الأصلية وتعزيز تنوعه النباتي، مع الحفاظ على لونها المميز "الأزرق النيلي ماجوريل". وقد أُدخلت أيضاً مساحات مائية يتوسطها أحواض للزنابق المائية وأشجار النخيل التي تلطّف الأجواء وتمنح الزائر لحظات من الانتعاش وسط حرارة المدينة.
تتوزع مسارات الحديقة في ممرات متعرجة تحفّها تنويعات لونية مذهلة، إذ تتناغم ألوان الأوراق والزهور مع جدران الفيلا وحوائط السور المطلية باللون الأزرق الداكن، ما يحول المكان إلى لوحة حية تتجدد مع مواسم الربيع والصيف. ويعمل فريق من اختصاصيي البستنة باستمرار على تحديث المعرض النباتي، فتُضاف أنواع جديدة من نباتات الغابات المطرية ونباتات المناطق المعتدلة لتعزيز البعد التعليمي والبحثي للحديقة.
كما يضم الموقع مركزًا للزوار يشتمل على متجر يقدم إنتاجًا حرفيًا محليًا مثل الصابون العطري والزيوت الطبيعية، ومقهى يقدّم مشروبات وأطباق خفيفة على طراز المقاهي البربرية. وفي داخل الفيلا الزرقاء، توفر صالة عرض دائمة معارض دورية لأعمال فنية معاصرة، بينما ينظم المتحف الأمازيغي ندوات ومحاضرات تسلط الضوء على التراث الثقافي للمغرب.
لا تقتصر أهمية حديقة ماجوريل على الجانب الجمالي فقط، بل تمتد لتكون مساحة تعليمية وبحثية فاعلة، فقد أطلقت في الأعوام الماضية شراكات مع جامعات وطنية ودولية لإجراء دراسات حول مقاومة النباتات للجفاف وأساليب الري المستدام، علاوة على ورش عمل متخصصة في فنون الجوهر النباتي وتصميم الحدائق. بهذا، تبرز حديقة ماجوريل كملتقى يربط بين الفن والطبيعة والعلم، مجسدةً تجربة فريدة تجمع الزائرين من مختلف أنحاء العالم في وسط واحة من الهدوء والجمال.

## تاريخ

### جاك ماجوريل
انجذب ماجوريل إلى سحر العالم العربي فوضع أولى خطواته في مصر عام 1910 التي استمر في زيارتها كل سنة حتى اندلاع الحرب العالمية الأولى عام 1914 الذي شارك فيها قبل أن يتم تسريحه من الخدمة العسكرية إثر مشاكل في الرئة.

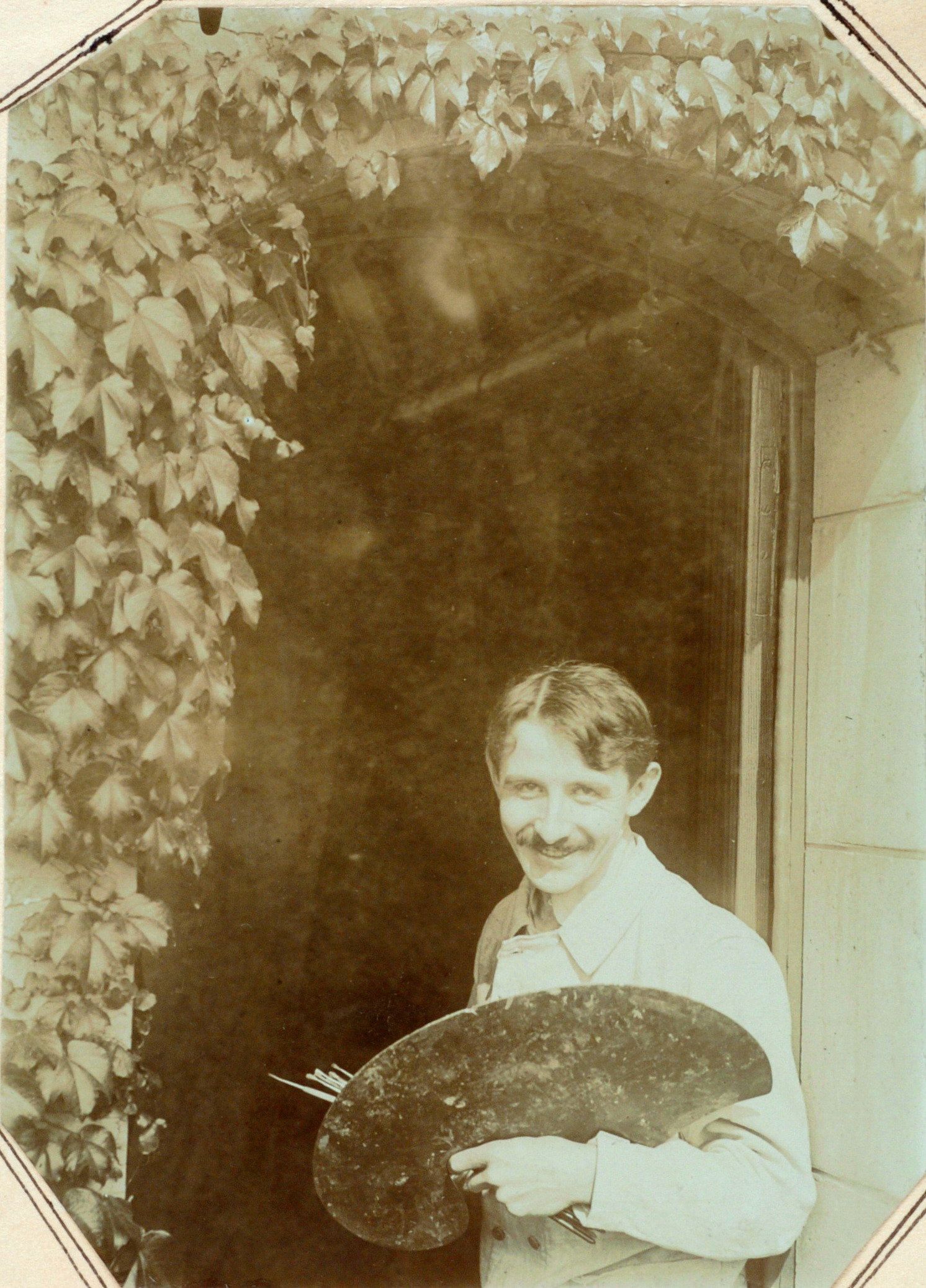
جاك ماجوريل.

وصل جاك ماجوريل إلى المغرب لأول مرة في عام 1917 خلال فترة الحماية الفرنسية على البلاد، فأغرم بالمدينة الحمراء مراكش ليختار الإستقرار بها في عام 1919، حيث اشترى بستان نخيل يقع في الشمال الغربي للمدينة عام 1922، لتبدأ أشغال بناءه في صيف عام 1929 من قبل "شركة روبرت بواسون وبول سينوار"؛ حيث تم بناء فيلا واسعة تتخللها ورشة للرسم حيث خصص الطابق الأول للسكن الرئيسي، فيما صمم الطابق الأرضي كمرسم خاص للرسم وتخزين اللوحات الفنية.
عرف عن ماجوريل عشقه للنباتات، فأنشأ حديقته النباتية المستوحاة من طراز الواحات والحدائق الإسلامية والحدائق الإسبانية المورسكية مدمجة بترف الحدائق الإستوائية، فبنيت الحديقة حول حوض مركزي طويل به المئات من الطيور؛ تتخللها نباتات غريبة وأنواع نادرة كان قد الرسام خلال أسفاره المتعددة حول العالم، حيث احتوت نباتات متعددة نادرة ومتعددة الأصناف من ضمنها نباتات الصبار واليوكا وزنابق الماء واللوتس والياسمين والجهنمية وأشجار النخيل وأشجار جوز الهند وأشجار الموز والخيزران وأشجار الخروب والأغاف وأشجار السرو وأنواع أخرى؛ كما زينت الحديقة بنوافير وبرك مائية وجرار خزفية وممرات مفتوحة مظللة.
في عام 1937، خالف ماجوريل لون المدينة الحمراء بعد أن أقدم على صباغة جدران الفيلا ومباني الحديقة باللون الأزرق الذي ابتكره وعرف فيما بعد باسم "ماجوريل بلو"، وهو لون أزرق ذاكن فائق النقاء أقرب لصبغة اللازورد أو للون الكوبالت الأزرق ليصنع بذلك صورة حية مميزة افتتحها للجمهور في عام 1947.
في عام 1955، تعرض ماجوريل لحادث سير أسفرت عن بثر إحدى قدميه، وبعد سنوات أصيب بجروح بالغة إثر حادث سير آخر نتج عنه كسر في عظم الفخذ اضطره للسفر إلى باريس لتلقي العلاج إلا أنه توفي في 14 أكتوبر 1962، لتعاني الحديقة من الإهمال لعدة سنوات حتى اكتشفها المصمم الفرنسي الشهير إيف سان لوران وشريكه بيير بيرج فاشتريا المنزل وأعادا ترميم الحديقة.

### اكتشاف إيف سان لوران وبيير بيرج
بعد سنوات من الإهمال والتشظي الذي عرفته حديقة ماجوريل إثر وفاة جاك ماجوريل عام 1962، وقع اختيار الثنائي الفرنسي الشهير إيف سان لوران وبيير بيرج على هذه البقعة الفريدة خلال زيارتهم إلى مراكش عام 1966، حيث تأثروا بجمالية الهندسة الزخرفية للأزرق النيلي ومزيج النباتات النادرة. ظلت الحديقة في تلك الفترة مملوكة لأفراد مجهولين، ولم تُفتح للجمهور، ما زاد من رونقها الغامض. وفي عام 1980، اشترى الشريكان المكان، فأقاما في الفيلا التي تم تسميتها "فيلا أوازيس"، حيث دون بيير بيرج في كتابه "إيف سان لوران، شغف مغربي" الذي صدر عام 2010 «"(...) بسرعة كبيرة، أصبحنا عاشقين لهذه الحديقة، لم يمر يوم دون أن نذهب إلى هناك. كان المكان مفتوحًا للجمهور إلا أنه كان شبه فارغ تقريبًا. لقد أغرتنا هذه الواحة حيث تختلط ألوان ماتيس بألوان الطبيعة". (...) "أيضًا، عندما علمنا أنه سيتم بيع هذه الحديقة وتحويلها لفندق، فعلنا كل ما في وسعنا لإيقاف هذا المشروع. هكذا أصبحنا ذات يوم مالكي الحديقة والفيلا. على مر السنين، أعدنا الحياة إلى الحديقة ...".»
أخضعت الحديقة لأعمال ترميم كبرى حيث تم تحويل ورشة الرسم إلى متحف أمازيغي مغربي مفتوح للجمهور ومعرض لأعمال الأزياء الراقية من مجموعة إيف سان لوران وبيير بيرج
أُعيد افتتاح الحديقة للجمهور عام 1983 بحفل رسمي حضره عدد من الشخصيات الفنية والسياسية، لتتحول منذ ذلك الحين إلى مقصد عالمي يزوره الفنانون والمصممون وعشاق الطبيعة. وظل سان لوران وبيرج يقدمان دعماً مالياً ومعنوياً لمشاريع الحديقة حتى وفاة سان لوران عام 2008، وللآن تدار الحديقة من قبل مؤسسة "ماجوريل جاردن" التي أسساها، وتواصل تقديم الدعم للفعاليات الفنية والمعارض المؤقتة.

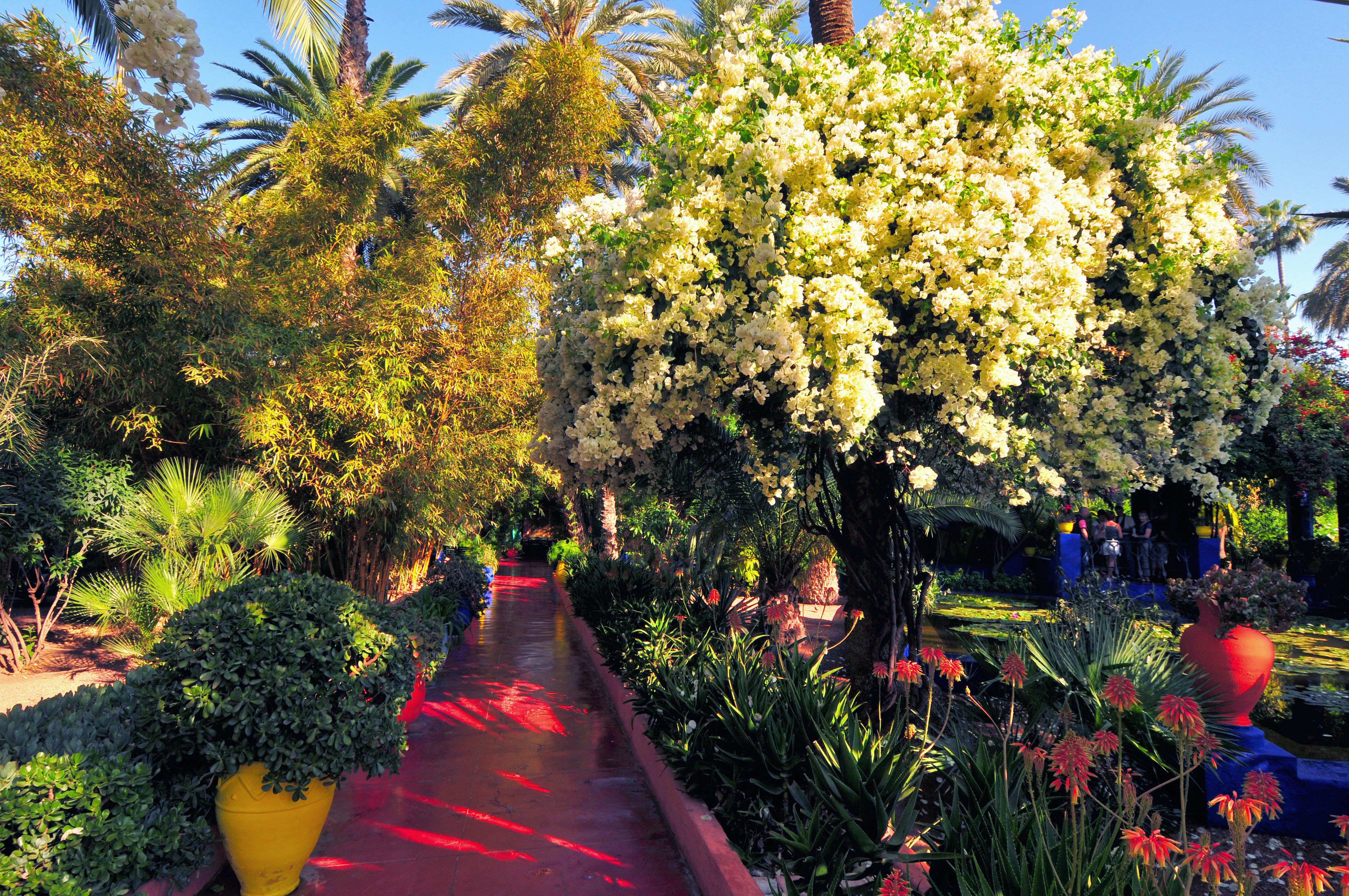
ممرات للزائرين بحديقة ماجوريل

في سنة 2017،  تولى الثنائي التخطيط لحملة ترميم واسعة اشتملت على:
- تهيئة البنية التحتية: إعادة تأهيل مسارات الحديقة والممرات المكسوة بالحصى، وتثبيت أنظمة ريّ حديثة لضمان توزيع المياه بكفاءة.
- ترميم المباني: صيانة جدران الفيلا الزرقاء وإعادة طلاءها بصبغة "ماجوريل بلو" الأصلية باستخدام خلطة معتمدة من أرشيف المصنع الأصلي.
- إعادة تأهيل المجموعات النباتية: تنقية التربة وإعادة زراعة الصباريات والنباتات الصحراوية التي تضررت، مع استقدام أصناف جديدة من مناطق استوائية ومتوسطية.
- إضافة مرافق ثقافية: إنشاء متحف صغير داخل الفيلا يعرض لوحات أصلية لماجوريل، ومتحف للذاكرة الأمازيغية يحكي تاريخ المنطقة.

تأثير الاكتشاف والترميم:
- عززت شهرة الحديقة مكانتها كساحة عرض للفنون البصرية، واستضافت معارض مؤقتة لأعمال فناني الشارع والرسامين العالميين.
- جعل الاهتمام المؤسسي من الحديقة مركزًا للتجارب المعمارية والبيئية؛ فصدرت عنها عدة أوراق بحثية حول صباغة الأسطح وتقنيات الري الصحراوية.
- ساهمت في جذب الاستثمارات السياحية للحي الراقي في شارع كليز، فانتشرت حولها المقاهي والمعارض الصغيرة

## مكونات الحديقة

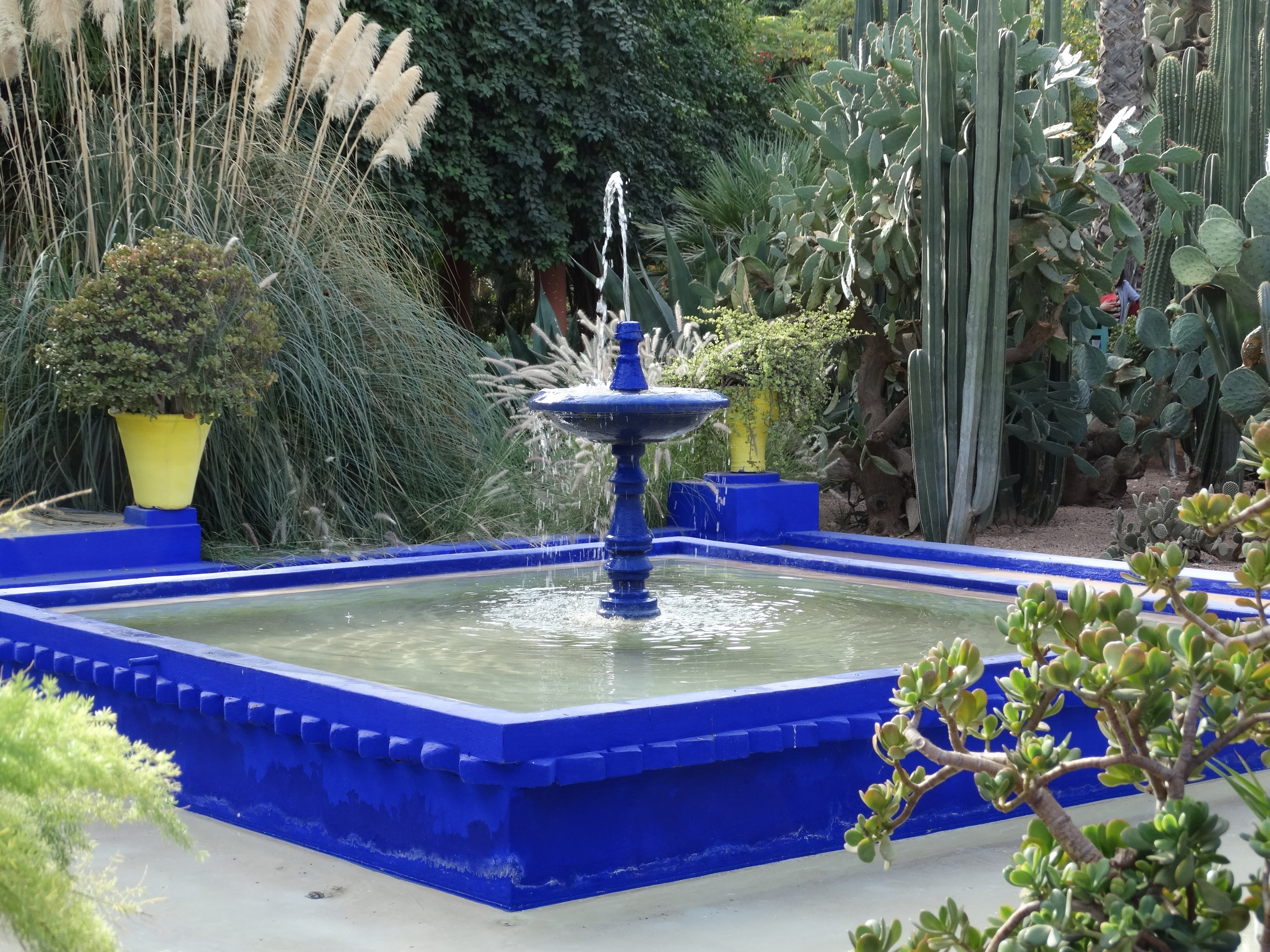
نافورة بحديقة ماجوريل بمراكش

تتكون حديقة ماجوريل من عدة مكونات أساسية تساهم في تكوين هويتها وشكلها الفريد:
1. الفيلات والبنايات التاريخية: تتصدر الفيلا الزرقاء المشهد، وهي مبنية على طراز زخرفي فرنسي مع لمسات مغربية، تشمل مراسم للرسم وغرف عرض، إضافة إلى المباني الداعمة مثل المستودعات وقاعات الاجتماعات.

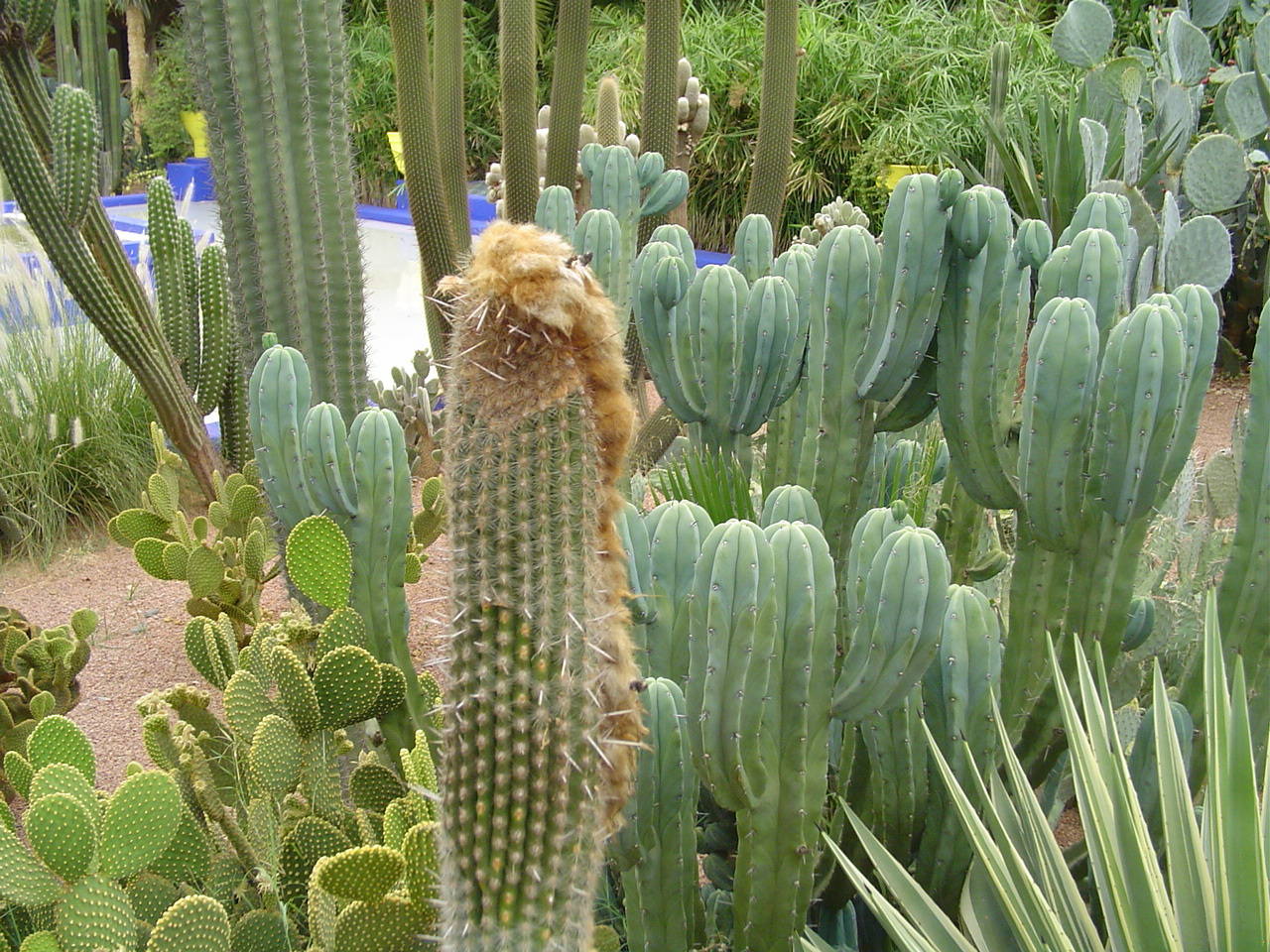
نباتات صحراوية بحديقة ماجوريل

2. نباتات صحراوية بحديقة ماجوريلالحدائق المتخصصة: مقسمة إلى عدة قطاعات نباتية (صحراوية، استوائية، متوسطية، موريسكية، نادرة) مع مساحات مفصولة وحواجز نباتية، لكل منها تصميمه الخاص في التربة وأنظمة الري.
3. المسارات والممرات: شبكة من الممرات المرصوفة بالحصى والأحجار الطبيعية، تتفرع بخطوط هندسية منسجمة مع الشكل العام للفيلا والجدران المطلية بالأزرق.
4. الأحواض والنافورات: أحواض مركزية وطويلة مملوءة بالزنابق المائية واللوتس، بالإضافة إلى نوافير صغيرة موزعة في الحدائق الموريسكية لتعزيز الأجواء الصوتية والمرئية.
5. الجدران الزرقاء وحدود الحديقة: تشكل إطاراً مشهداً عامًّا للحديقة بلون “ماجوريل بلو”، وتخدم أيضًا عزل الأصوات وحماية النباتات من الرياح.
6. الإنارة الليلية: تركيب وحدات إضاءة مخفية تعكس الضوء على الجدران الزرقاء والأحواض المائية، مع وحدات مضيئة مخصصة للممرات لضمان السلامة الجمالية والعملية.
7. مركز الزوار والخدمات: يتضمن مكتب استقبال، متجر للمشتريات الحرفية، مقهى ومرافق صحية، كلها موزعة بالقرب من المدخل لتلبية احتياجات الزائرين.
8. الإشارات والمعلومات: لوحات تعريفية متعددة اللغات للنباتات، أرفف عرض للمطبوعات والأدلة، وأكشاك تقدم شرحاً تفاعلياً عن تاريخ الحديقة ومؤسسها.
9. أنظمة الري والصيانة: شبكة ريّ بالتنقيط مجدولة ومراقبة إلكترونيًا، مع خزانات تجميع مياه الأمطار ومحطات لمعالجة المياه الرمادية.
10. مرافق التدريب والبحث: مختبرات نباتية صغيرة، مختبر لتحليل التربة، وقاعات محاضرات في مركز التدريب البيئي.

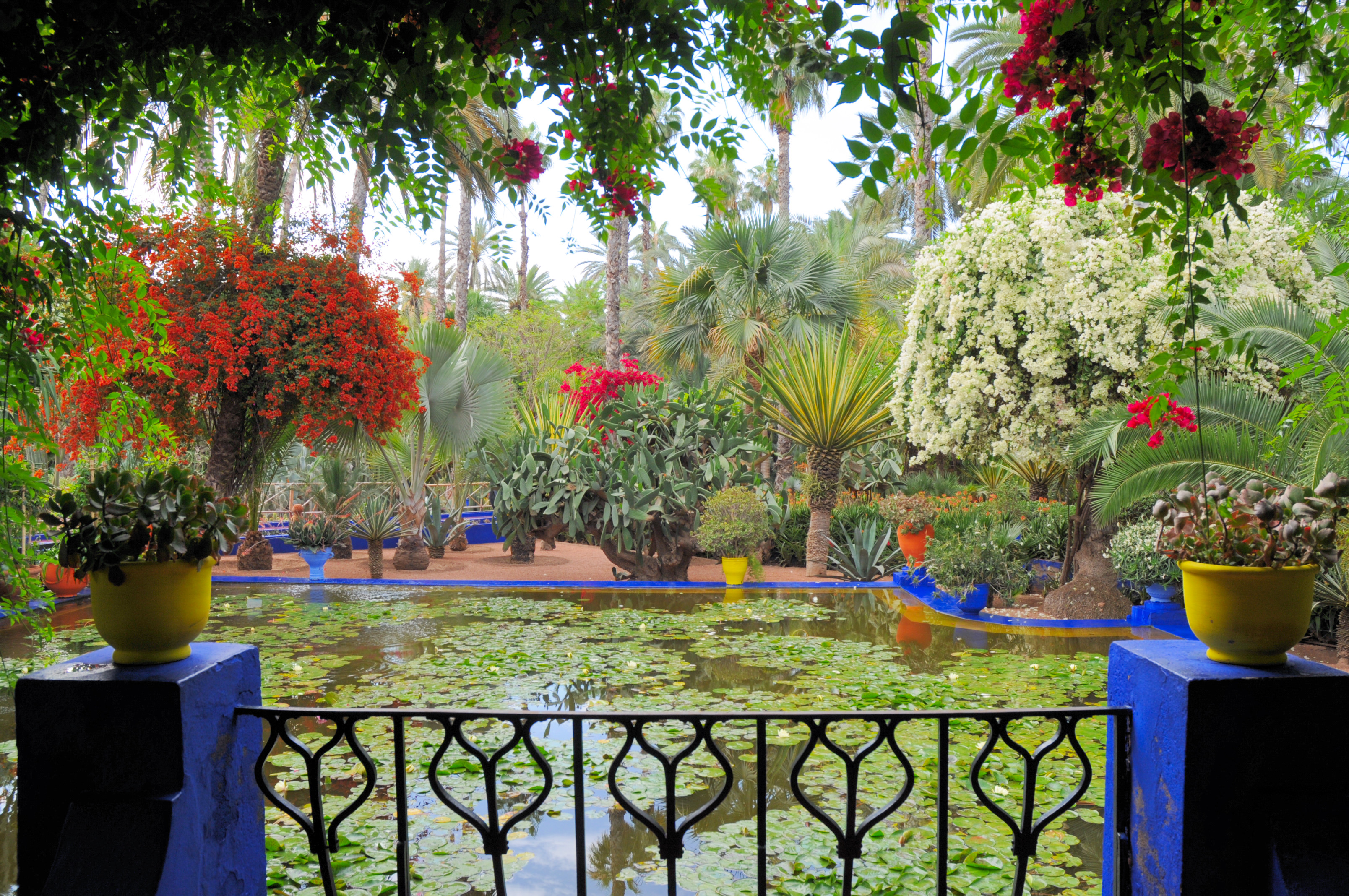
نباتات متنوعة بحديقة ماجوريل

11. نباتات متنوعة بحديقة ماجوريلمخزن البذور والمشاتل: منطقة مغطاة مخصصة لتخزين البذور وتهجينها، ومشتل لإكثار النباتات تحضيريًا قبل نقلها إلى الحدائق الرئيسية.
12. الفعاليات المفتوحة: مساحات مخصصة للعروض الفنية والعروض الحية وورش العمل، مجهزة بنظام صوت وتكييف خفيف في الأجنحة الداخلية.

هذه المكونات مجتمعة تشكل بنية متكاملة لحديقة ماجوريل، حيث تساهم كل وحدة فيها في تجربة الزائر من الناحية الجمالية والتعليمية والبحثية.ماجوريل: 

### اللون الأزرق "ماجوريل بلو"
في عام 1937، قام جاك ماجوريل بابتكار درجة فريدة من اللون الأزرق عبر دمج أصباغ طبيعية معدنية مع صبغة كبريتات النحاس التقليدية، فحصل على لونٍ داكنٍ نقيٍّ يشبه صفاء السماء في ساعات الغسق، وأطلق عليه لاحقًا "ماجوريل بلو". اختار هذا اللون بدقة ليؤكد تباينه مع الألوان الحارة السائدة في مراكش، مثل الأحمر القرمزي للطوب والطين، والأصفر الذهبي لأبواب المدينة، بما يعكس دفء عمق الصحراء وروح الثقافة الأندلسية.

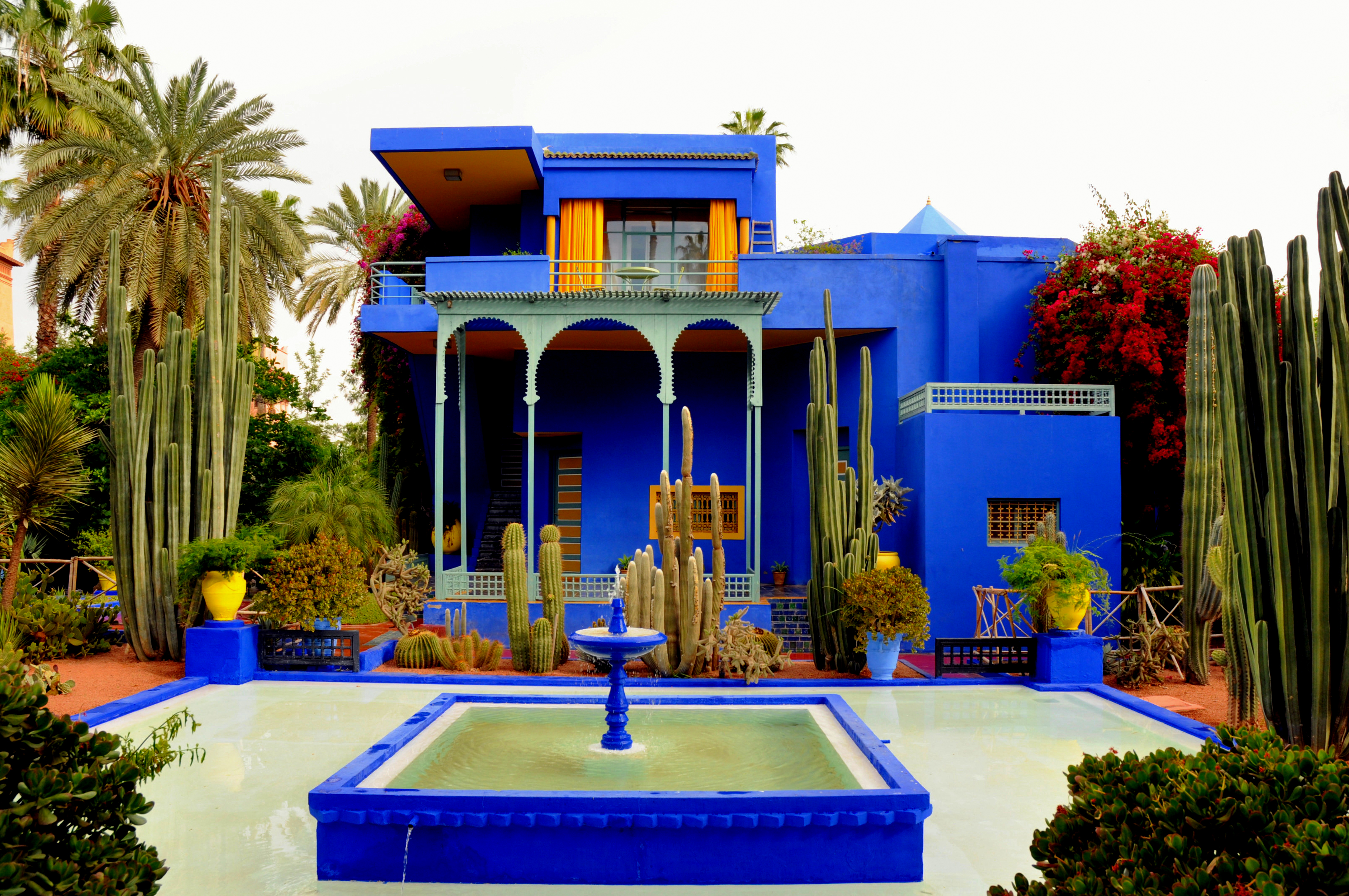
منظر لفيلا ماجوريل الزرقاء.

اعتمد ماجوريل تقنية الطلاء بالطبقات الرقيقة والمتتالية (Glazing) لخلق عمق بصري في جدران فيلته وحدود الحديقة، مما أتاح للضوء أن يتخلل طبقات الطلاء فيزين الأسطح بتلاعبات ظلية متغيرة حسب حركة الشمس طوال النهار. وعند افتتاح الحديقة للجمهور في عام 1947، لاقت هذه البقعة الزرقاء استحسانًا كبيرًا من الزوار والنقاد الفنيين، لكونها الأولى من نوعها في المدن الصحراوية.
ساهمت درجة "ماجوريل بلو" في صياغة هوية بصرية جديدة للحدائق العربية، فانتشرت بعدها تقنيات صبغ الجدران بالأزرق في مواقع سياحية وفنادق فاخرة، حتى أصبحت تُعرف في الأوساط المعمارية باسم "نمط ماجوريل". كما رجّح بعض المؤرخين أن هذا اللون استوحاه ماجوريل من الأرابيسك الأزرق في قصور الأندلس وقلاع البحر المتوسط.
بعد الاستحواذ والترميم الذي قام به إيف سان لوران وبيير بيرج عام 1980، كرّس الشريكان اهتمامًا خاصًا للحفاظ على نقاء "ماجوريل بلو"، فوُضعت خطة صيانة دورية تقضي بإعادة طلاء الجدران كل 10 سنوات باستخدام خلطة مطابقة للأصل تمامًا، إضافة إلى حماية الأسطح بالصهر الحراري لمقاومة العوامل الجوية والغبار الصحراوي. حتى اليوم، يبقى هذا اللون رمز الحديقة والفيلا الزرقاء، ويعكس رؤية فنية مزجت بين الحداثة والتقاليد العربية

## التنوع النباتي
تُشكل حديقة ماجوريل لوحة نباتية تجمع بين الأصالة والابتكار، حيث تضم أكثر من 300 صنف نباتي موزعة على عدة محاور:
- الحديقة الصحراوية: تضم مجموعة كبيرة من الصباريات والأغاف وااليوكا، موزعة حسب حجمها وعمرها، مع لوحات تفسيرية توضح مواطنها الأصلية وطرق تكيفها مع الجفاف.
- المنطقة الاستوائية: تحتوي على أشجار نخيل متنوعة وأنواع نادرة من اللبلاب والسرخس الاستوائي، مزينة بأحواض للزنابق المائية واللوتس التي تزهر في فصل الصيف، ما يضفي جواً من الرومانسية والهدوء.
- الحديقة المتوسطية: تضم زيتوناً وعنباً وأشجار خروب وأعشاب عطرية مثل إكليل الجبل والزعتر والنعناع البري، موضوعة بشكل يتيح للزوار استنشاق روائحها العطرية عند المسير في الممرات.
- الحديقة الموريسكية: مستوحاة من الحدائق الأندلسية، تتميز بنوافير مائية ونباتات متسلقة مثل الجهنمية والياسمين الكاذب، مصفوفة بأقواس حجرية تعيد بناء أجواء قصور الأندلس.
- المحمية النباتية النادرة: تضم أنواعاً مستقدمة من القارات الخمس، مثل أشجار الخيزران الآسيوية وأصناف نادرة من الأوركيد الصحراوية واللبلاب الأفريقي.
- التحديث والتجدد الموسمي: يعمل فريق البستنة على تجديد العارضات النباتية سنوياً، حيث تُنقل بعض الأصناف أو تُستبدل بما يتناسب مع مواسم الربيع والخريف، مع إبقاء تنوع دائم في زهرة الحديقة المركزية.
- مركز حفظ البذور: يشرف عليه أخصائيون مهتمون بجمع وتخزين بذور الأنواع المهددة بالانقراض، لتأمين استنساخها مستقبلاً وتعزيز برامج الإكثار النباتي.
- الإشارات المعلوماتية والتوجيهية: تم تثبيت لوحات تعريفية بلغة عربية وفرنسية وإنجليزية بجانب كل مجموعة نباتية، تتضمن اسمها العلمي والمحلي وخصائصها واستخداماتها التقليدية.

بهذه التوزيعة الموضوعية، تقدم حديقة ماجوريل تجربة غنية لجميع الزوار، سواء الباحثين في علم النبات أو الراغبين في التنزه وسط طبيعة متجددة الألوان والأشكال.
المرافق والخدمات
كما يضم الموقع مركزًا للزوار يشتمل على متجر يقدم إنتاجًا حرفيًا محليًا مثل الصابون العطري والزيوت الطبيعية، ومقهى يقدّم مشروبات وأطباق خفيفة على طراز المقاهي البربرية. وفي داخل الفيلا الزرقاء، توفر صالة عرض دائمة معارض دورية لأعمال فنية معاصرة، بينما ينظم المتحف الأمازيغي ندوات ومحاضرات تسلط الضوء على التراث الثقافي للمغرب

## المبادرات التعليمية والبحثية والتطوير العلمي
لا تقتصر أهمية حديقة ماجوريل على الجانب الجمالي فقط، بل تمتد لتكون مساحة تعليمية وبحثية رائدة، حيث شملت أنشطتها ومبادراتها ما يلي:
- شراكات أكاديمية: أبرمت الحديقة اتفاقيات تعاون مع كلية علوم الحياة بجامعة القاضي عياض في مراكش ومع معاهد علم النبات الأوروبية، لتنفيذ مشاريع بحثية مشتركة حول تأثير البيئة الصحراوية على نمو النباتات وتحسين تقنيات الزراعة المستدامة.
- دراسات علمية وبرامج بحثية: أطلقت الحديقة برامج تستمر لعدة سنوات لدراسة مقاومة الأصناف الصحراوية للجفاف وفعالية أنظمة الري بالتنقيط والري بالمياه المعاد تدويرها، إضافة إلى تتبع تأثير المناخ المتغير على دورة حياة النباتات الاستوائية.
- ورش عمل متخصصة: نظمت سلسلة ورش عملية في فنون الجوهر النباتي وتصميم الحدائق الداخلية والخارجية، استقطبت خبراء محليين ودوليين لتبادل الخبرات مع طلبة البستنة والهندسة الزراعية.
- برامج تعليمية للأطفال والشباب: خصصت الحديقة زيارات تعليمية مدرسية تستهدف تعريف الأجيال الصاعدة بأهمية التنوع الحيوي وطرق الحفاظ على النباتات النادرة، تتضمن أنشطة تفاعلية مثل الزراعة اليدوية واستكشاف العينات النباتية.
- مركز التدريب البيئي: افتتحت الحديقة مركزًا مجهزًا بمحاضرات ومحاضرات فيديو تفاعلية حول استراتيجيات الري المستدام والزراعة الحضرية، بالإضافة إلى مكتبة متخصصة تضم مراجع علمية باللغة العربية والفرنسية.
- مؤتمرات وندوات دورية: تستضيف الحديقة مؤتمرات سنوية يتم خلالها عرض نتائج الأبحاث ومناقشة أفضل الممارسات في مجال علم النبات والاستدامة البيئية.

بهذه المبادرات، تحولت حديقة ماجوريل إلى نقطة التقاء بين العلوم والبيئة والثقافة، حيث تساهم في نشر الوعي البيئي وتطوير البحث العلمي في قلب واحة حضرية بديعة.

## مواعيد الزيارة والتسعيرات

### مواعيد الزيارات وأسعار الدخول
مفتوح طيلة أيام السنة من الساعة الثامنة صباحا حتى الساعة السادسة مساء.
- ثمن الدخول للعموم : 150 درهما مغربيا( 15 دولار) للأجانب و 70 درهما للمغاربة.[13]
- ثمن الدخول للأطفال الصغار أكبر من 10 سنوات : 35 درهما.
- الدخول مجاني للأطفال أقل من 10 سنوات
- ثمن الدخول للبعثات الدراسية : 15 درهم (دولارين)

وابتداءا من 30 فبراير 2023 فقد تم الاعتماد على بيع التذاكر عبر الأنترنيت فقط، لذلك يتعين عليك حجز تذكرة حديقة ماجوريل أونلاين قبل توجهك للحديقة.

## معرض الصور

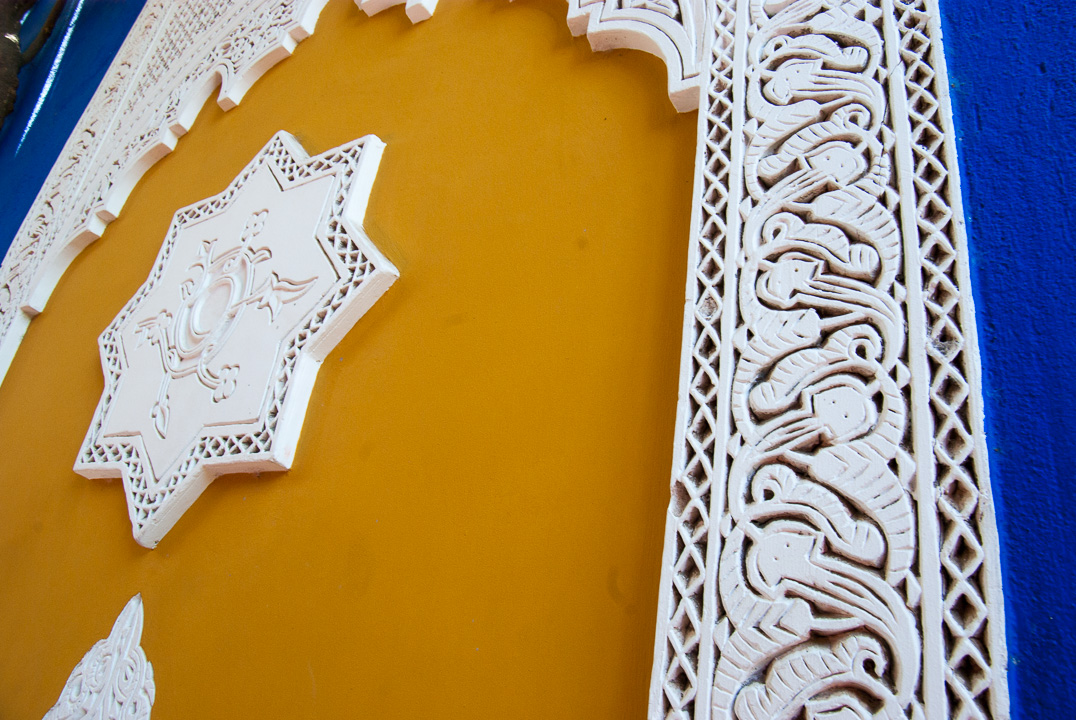
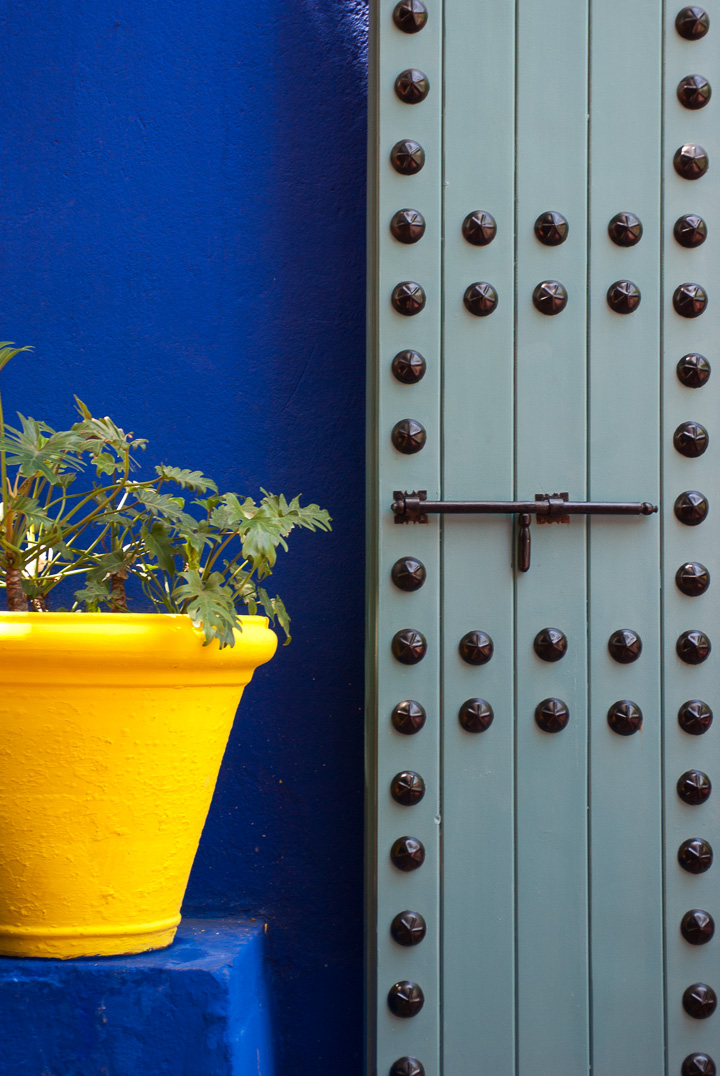
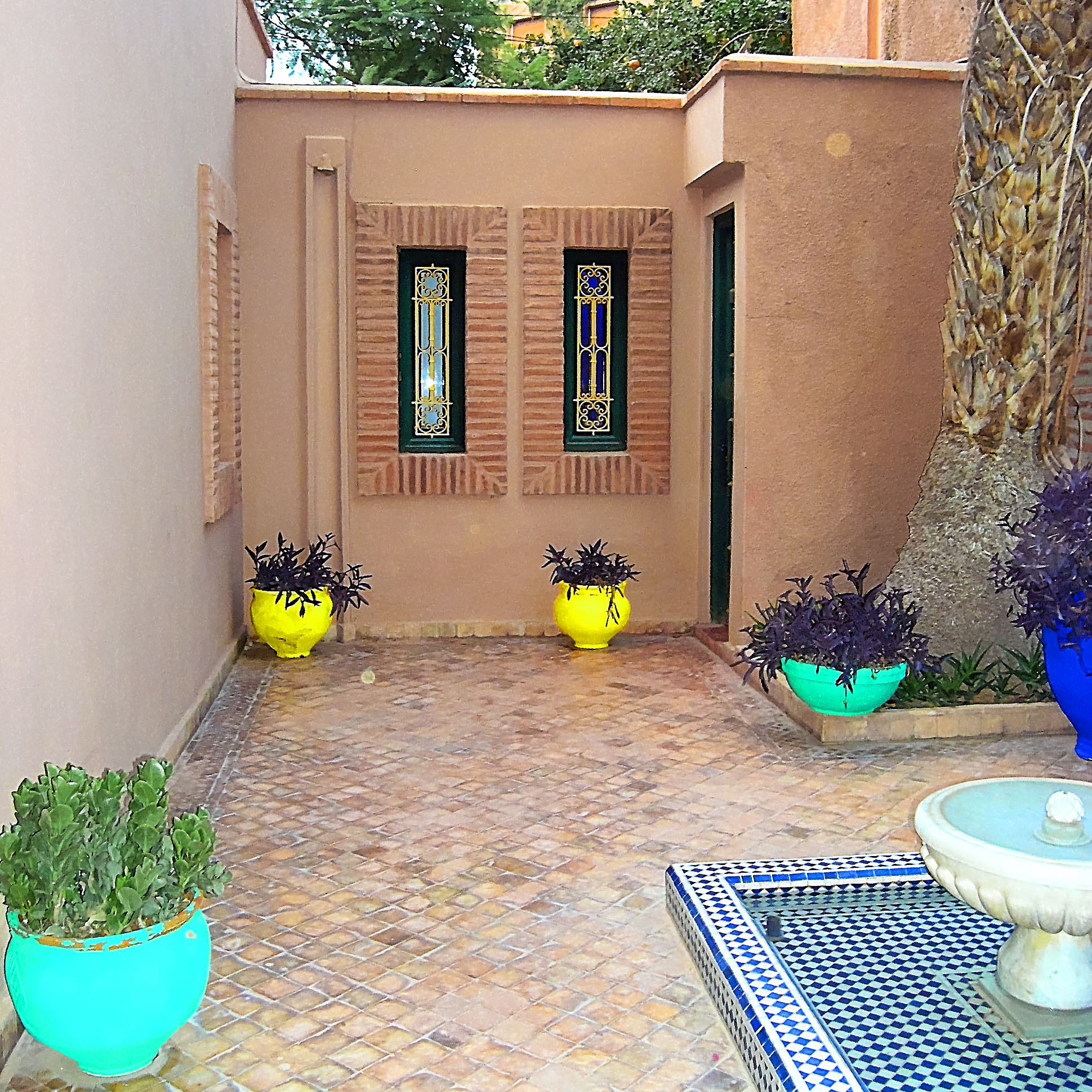
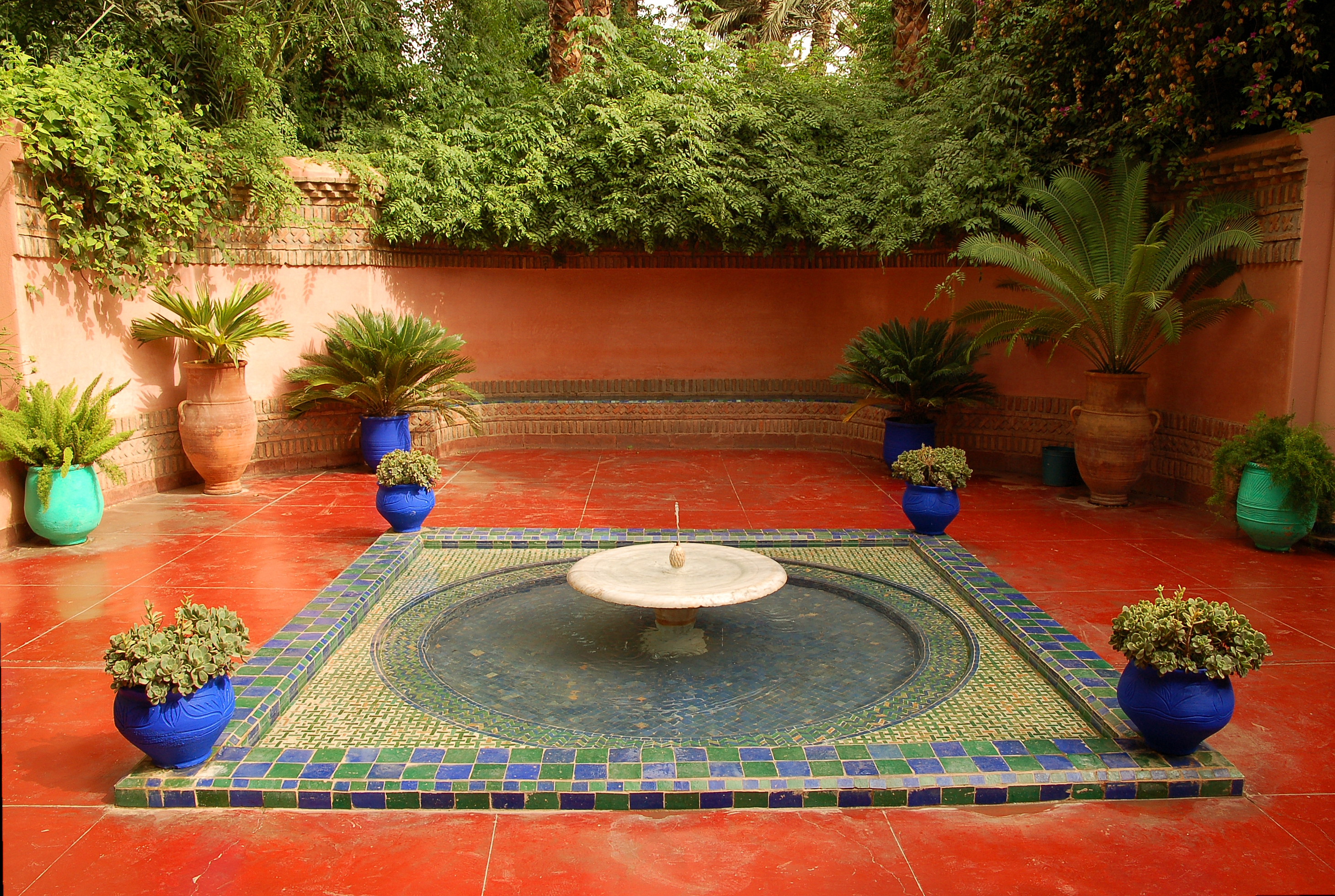
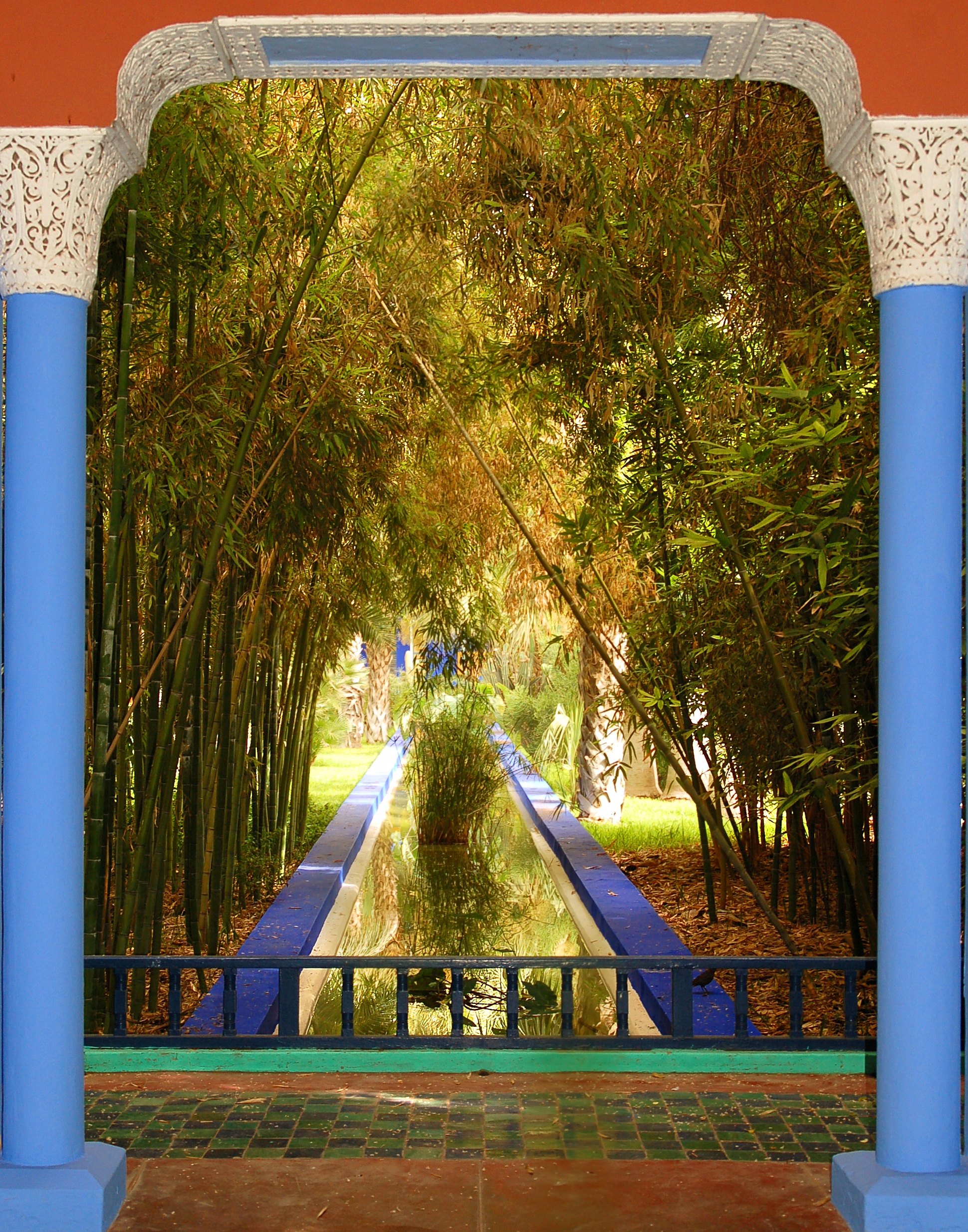
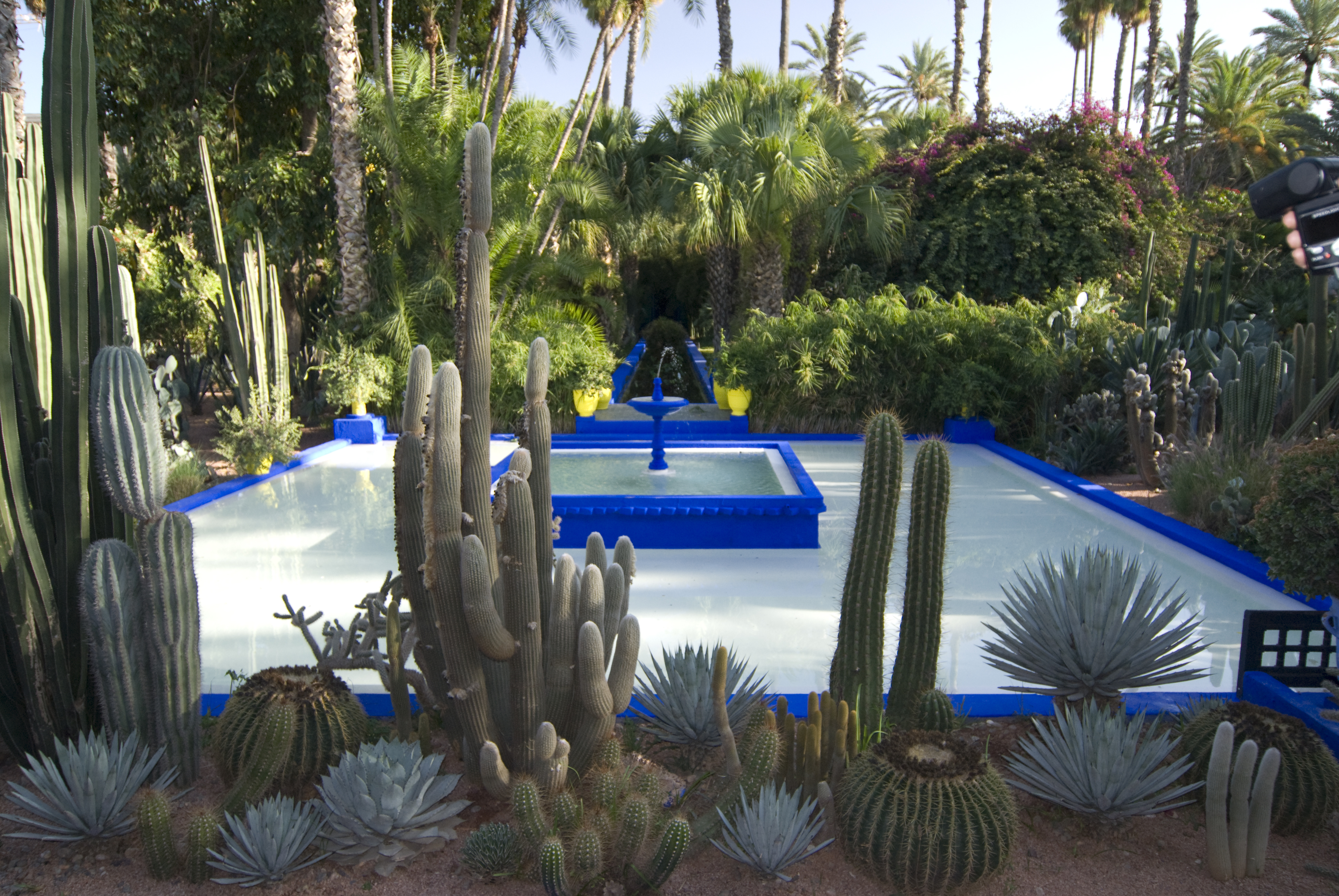
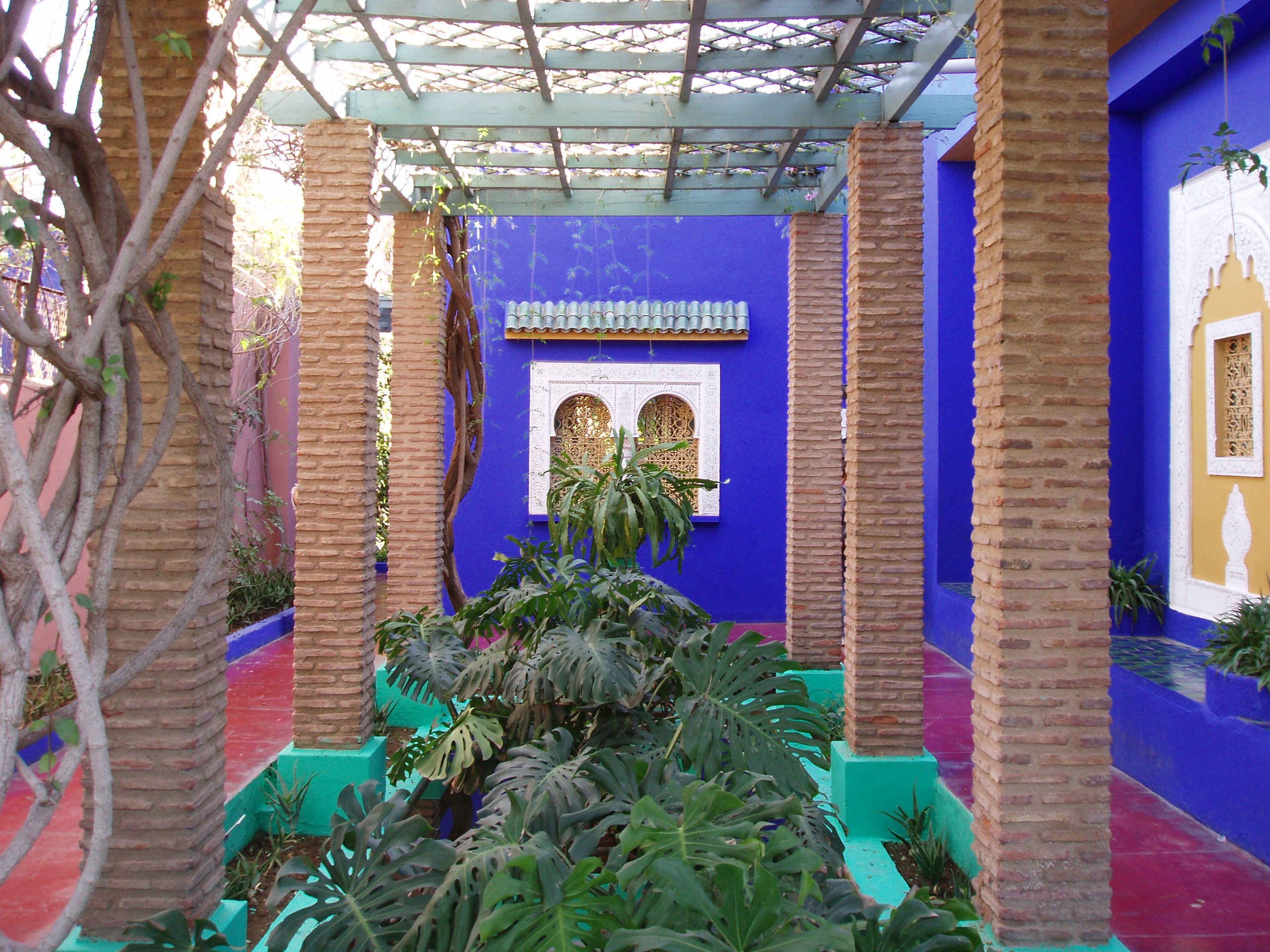
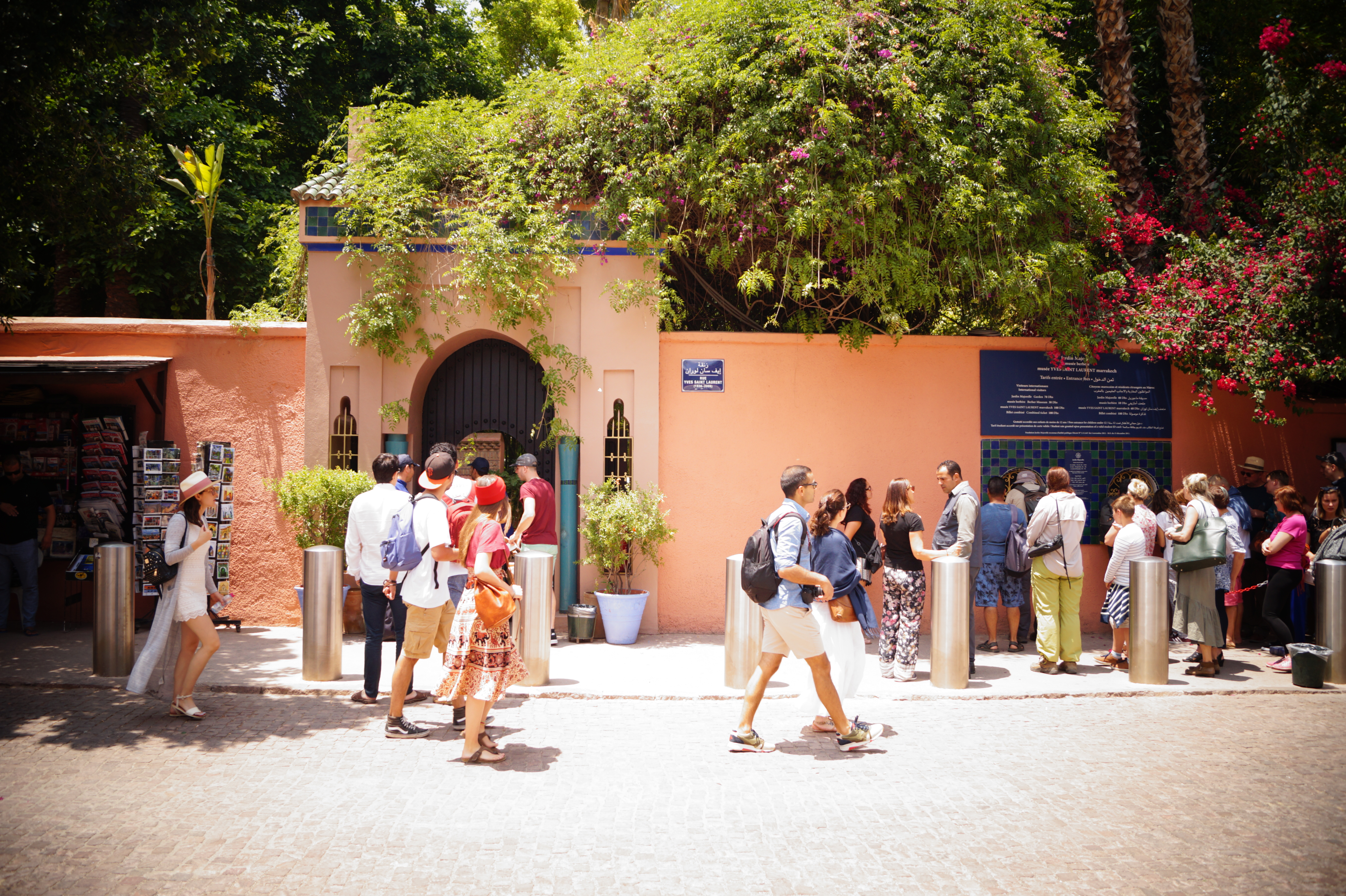
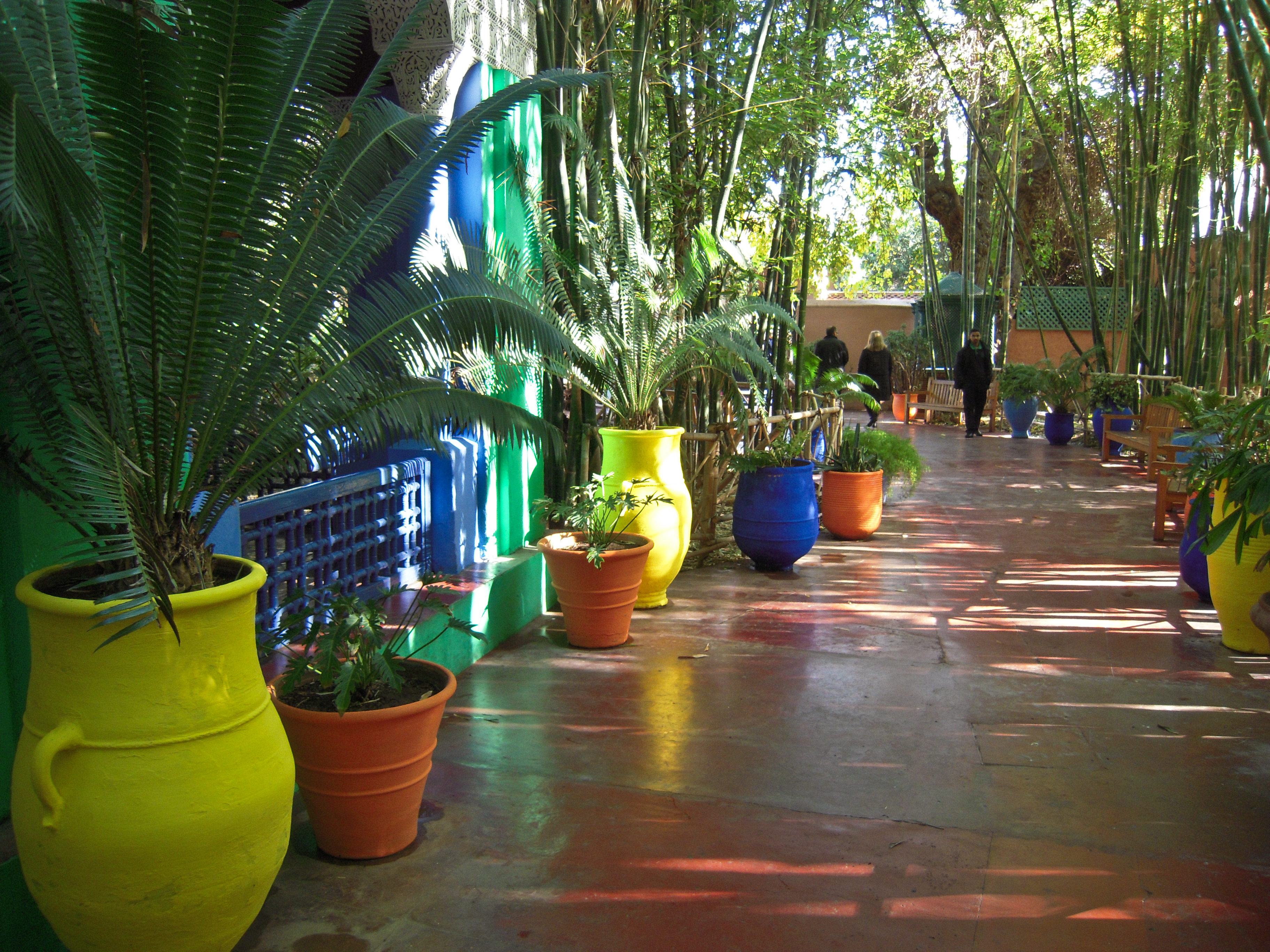

### أسعار دخول لمتحف الفنون الإسلامية
- ثمن الدخول للعموم : 15 درهم (دولارين)
- ثمن الدخول للبعثات الدراسية : مجانا

## وصلات خارجية
- مقال بجريدة الشرق الأوسط
- الموقع الرسمي لحديقة ماجوريل